# Fuga para o Egito (Murillo)
A Fuga para o Egito é uma pintura a óleo sobre tela de 1647-1650 de Bartolomé Esteban Murillo, que desde 1948 está no Detroit Institute of Arts e mostra a Fuga para o Egito, um motivo popular na arte cristã a partir do século XIV.
A obra aparece pela primeira vez no registro escrito enquanto estava na coleção de Sir William Chapman em Londres, passando por outras coleções britânicas até sua venda na Christie's em Londres em 1945. Foi comprado por Maurice Harris, que o levou para Nova York e o doou para sua casa atual no final daquela década.
O Catálogo crítico de Diego Angulo lista pelo menos dois outros tratamentos sobre o assunto, a saber, o de c.1660 no Museu de Belas Artes de Budapeste e uma versão de 1645-1650 muito semelhante, mas um pouco maior, da obra de Detroit agora no Palazzo Bianco em Gênova. A versão de Budapeste adiciona dois pequenos anjos pairando sobre a cena, enquanto as figuras principais de São José, da Virgem Maria e o Menino Jesus viajam na direção oposta à obra de Detroit, enquanto a versão de Gênova parece ter sido pintada para a Igreja La Merced Calzada, em Sevilha, onde permaneceu até ser saqueada em 1810 pelo marechal Soult.

## Temática
Fuga para o Egito retrata a viagem bíblica do recém-nascido Jesus Cristo, juntamente com a Virgem Maria, sua mãe, e São José, conforme descrito no Evangelho de Mateus (Mateus 2:13–23). O Evangelho descreve a fuga da Sagrada Família como resultado de uma visão de um anjo, que disse a José para trazê-los para o Egito, já que o Rei Herodes, o Grande viria para matar o menino Jesus (Mateus 2:13}). Segundo os relatos bíblicos, o Rei Herodes mandou matar as crianças que teriam aproximadamente a idade do Menino Jesus em um episódio conhecido como Massacre dos Inocentes. O  evangelista Mateus afirma que a Sagrada Família permaneceu no Egito até a morte do Rei Herodes quando então voltaram para a Galileia e se estabeleceram em Nazaré.